# Hoppes Ruhrkraut
Hoppes Ruhrkraut (Gnaphalium hoppeanum) ist eine Pflanzenart aus der Gattung der Ruhrkräuter (Gnaphalium) innerhalb der Familie der Korbblütler (Asteraceae).

## Beschreibung

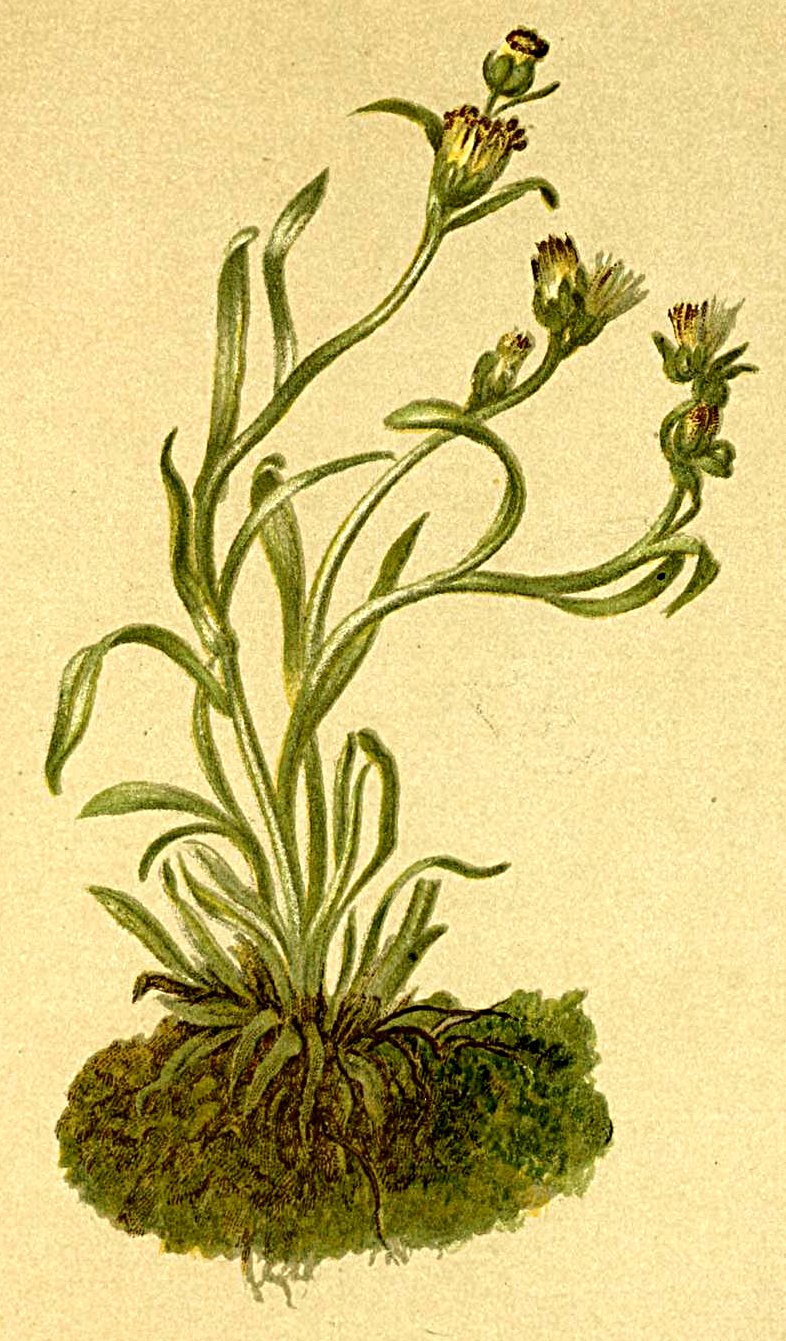
Illustration aus Atlas der Alpenflora

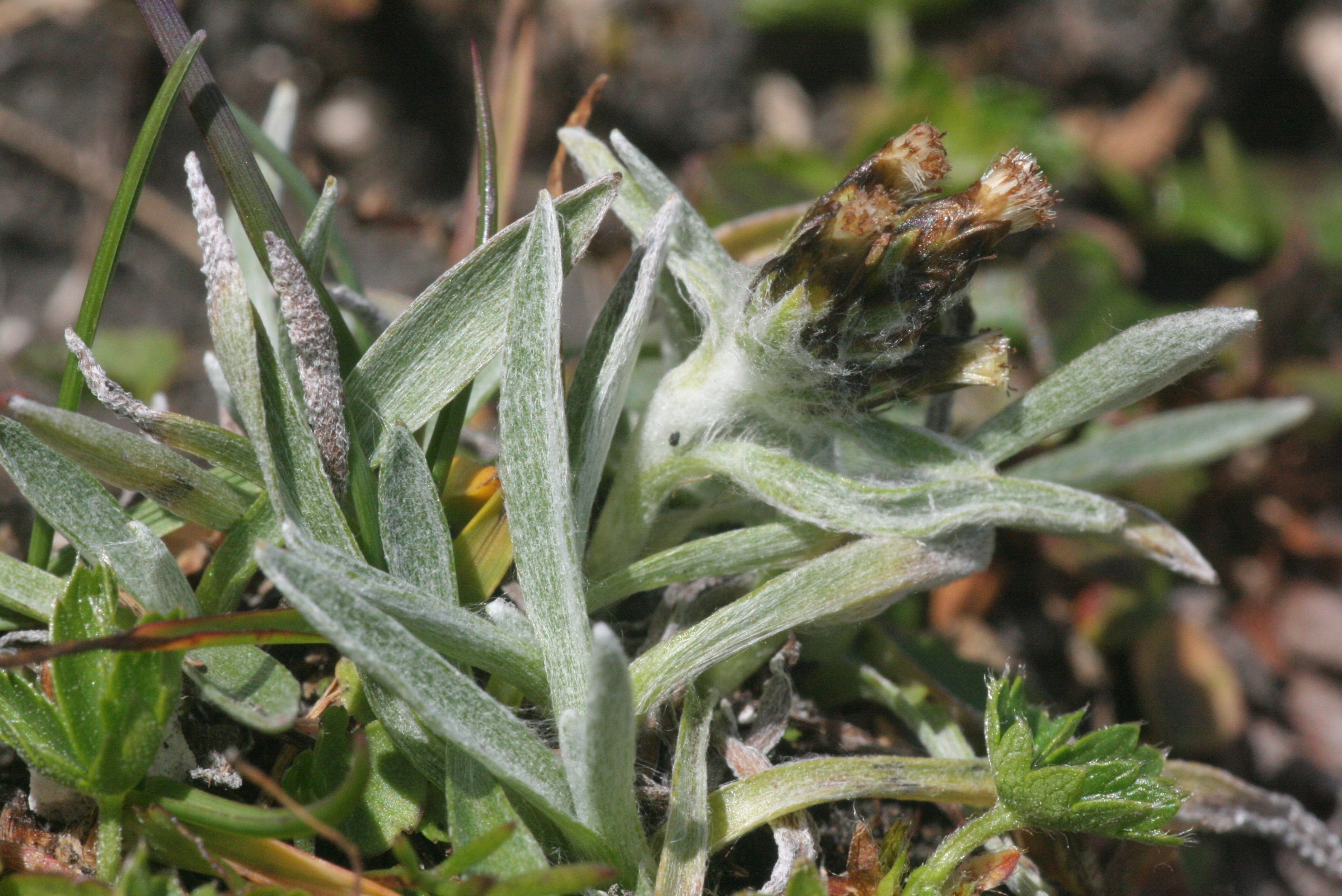
Habitus und Laubblätter

### Vegetative Merkmale
Hoppes Ruhrkraut ist eine ausdauernde krautige Pflanze, die Wuchshöhen von bis zu 10 Zentimetern erreicht. Sie besitzt meist mehrere, dünne, einfache und wenig beblätterte Stängel. 
Die Laubblätter sind besonders unterseits dicht filzig behaart, lanzettlich, ganzrandig und einnervig. 

### Generative Merkmale
Die Blütezeit reicht von Juli bis August. In einem endständigen, am Grund beblätterten, ährigen Gesamtblütenstand stehen wenige körbchenförmigen Teilblütenstände zusammen. Die Blütenkörbchen sind 5 bis 7 Millimeter lang. Die dachziegelartig angeordneten Hüllblätter besitzen einen braun-schwarzen Rand. Die eine randliche Reihe Zungenblüten sind weiblich mit einer fädlichen Zunge. Die zwittrigen Röhrenblüten sind bräunlich. 
Die Achänen besitzen einen weißen Pappus.
Die Chromosomenzahl beträgt 2n = 28.

## Vorkommen
Hoppes Ruhrkraut gedeiht in den Gebirgen Mittel- und Südeuropas. Es gibt Fundortangaben für Spanien, Andorra, Frankreich, Italien, die Schweiz, Liechtenstein, Österreich, Deutschland, Slowenien, die Balkanhalbinsel, Polen und die Slowakei. Hoppes Ruhrkraut ist selten. In den Allgäuer Alpen steigt Hoppes Ruhrkraut von der Schönbergalpe beim Riedbergerhorn in Bayern in Höhenlagen von 1400 Metern bis zu 2300 Metern auf.
In Höhenlagen von 1500 bis 2650 Meter gedeiht Hoppes Ruhrkraut nur auf kalkigen, feuchten Böden. Es ist eine Charakterart des Verbands Arabidion caeruleae.
Die ökologischen Zeigerwerte nach Landolt & al. 2010 sind in der Schweiz: Feuchtezahl F = 3+ (feucht), Lichtzahl L = 4 (hell), Reaktionszahl R = 4 (neutral bis basisch), Temperaturzahl T = 1+ (unter-alpin, supra-subalpin und ober-subalpin), Nährstoffzahl N = 2 (nährstoffarm), Kontinentalitätszahl K = 2 (subozeanisch).

## Taxonomie
Die Erstbeschreibung von Gnaphalium hoppeanum erfolgte 1843 durch Wilhelm Daniel Joseph Koch in Syn. Fl. Germ. Helv., 2. Auflage, S. 399.